# Chiesa di Santa Maria Assunta (Casandrino)
La chiesa di Santa Maria Assunta, nota anche con il titolo di santuario, è la parrocchiale di Casandrino, in città metropolitana di Napoli e diocesi di Aversa; fa parte della forania di Sant'Antimo.

## Storia
La chiesa di Santa Maria Assunta di Casandrino sorse nel Cinquecento, durante l'epoca della Controriforma.
Nel corso del Settecento e dell'Ottocento l'edificio venne interessato da numerosi interventi di rimaneggiamento e di restauro; a questa fase, ad esempio, risale la facciata.
In seguito all'evento sismico del 1980 si rese necessario un consolidamento della chiesa; sempre nel medesimo periodo si procedette all'esecuzione dell'adeguamento liturgico mediante l'aggiunta dell'altare rivolto verso l'assemblea.
Nei primi anni 2000 si provvide a un aggiornamento degli apparati elettrici e dell'impianto di sicurezza della parrocchiale.

## Descrizione

### Esterno
La facciata della chiesa, rivolta a occidente, è suddivisa da una cornice marcapiano in due registri, entrambi scanditi da lesene ioniche; quello inferiore, più largo, presenta al centro il portale d'ingresso, sormontato dal frontoncino spezzato, e ai lati due nicchie contenenti le statue raffiguranti i Santi Pietro e Paolo, mentre quello superiore è caratterizzato da una finestra e coronato dal frontone di forma triangolare.
Accanto alla parrocchiale si erge su un alto basamento a scarpa il campanile a pianta quadrata, la cui cella presenta su ogni lato una monofora a tutto sesto affiancata da lesene.

### Interno
L'interno dell'edificio, la cui pianta è a croce latina con transetto, si compone di un'unica navata, sulla quale si affacciano le cappelle laterali, introdotte da archi a tutto sesto, e le cui pareti sono scandite da lesene terminanti con capitelli compositi e sorreggenti la trabeazione modanata e aggettante sopra la quale si imposta la volta a botte; al termine dell'aula si sviluppa il presbiterio, rialzato di due gradini e chiuso dalla parete di fondo piatta.